# Мария Попатанасова
Мария Попатанасова (изписване до 1945 година: Мария попъ Атанасова) е българска просветна деятелка, учителка от Македония.

## Биография
Родена е около 1877 година в Кавадарци, тогава в Османската империя. В 1892 година завършва с II випуск Солунската българска девическа гимназия. Привлечена от Българската екзархия, заминава да учителства в Сяр. В учебната 1900/1901 година е учителка в Сярското българско девическо класно училище.